# Bradley (VCI)
O Bradley é um veículo de combate de infantaria do Exército dos Estados Unidos, desenvolvido pela BAE Systems. Foi usado na Guerra do Golfo em 1990, e esteve em operação na Guerra do Iraque. Pode atingir a velocidade de até 66 km/h, e seu peso total é de 30,4 toneladas. Tem duas variantes, o M2 e M3.
O Bradley foi feito para transporte de infantaria ou escolta com blindagem pesada, enquanto fornece cobertura de fogo para suprimir as tropas inimigas e veículos blindados. As diversas variantes incluem o M2 Bradley de combate pesado e o M3 Bradley de reconhecimento, ambos atuando como veículo de combate de infantaria. O M2 tem uma tripulação de três pessoas - um comandante, um artilheiro e um motorista - junto com seis soldados totalmente equipados. O M3 realiza principalmente missões de reconhecimento e carrega dois soldados de reconhecimento, além da tripulação regular de três, com espaço para quatro mísseis adicionais para o lançador BGM-71 TOW para combate contra outros blindados.
Em 5 de janeiro de 2023, os Estados Unidos anunciaram que forneceriam mais de cem unidades M2 Bradley à Ucrânia, como esforço da invasão russa. Dezenas de outros foram entregues ao longo dos meses seguintes.

## Utilizadores
- Exército do Líbano: 32 M2A2[4]
- Exército da Arábia Saudita: 400[5]
- Exército dos Estados Unidos: ~ 4 500 das variantes M2 e M3, com outros 2 000 em estoque de reserva[6]
- Exército da Ucrânia: 300+ M2A2 ODS e 4 M7 BFISTs[7][8][9]

## Fotos

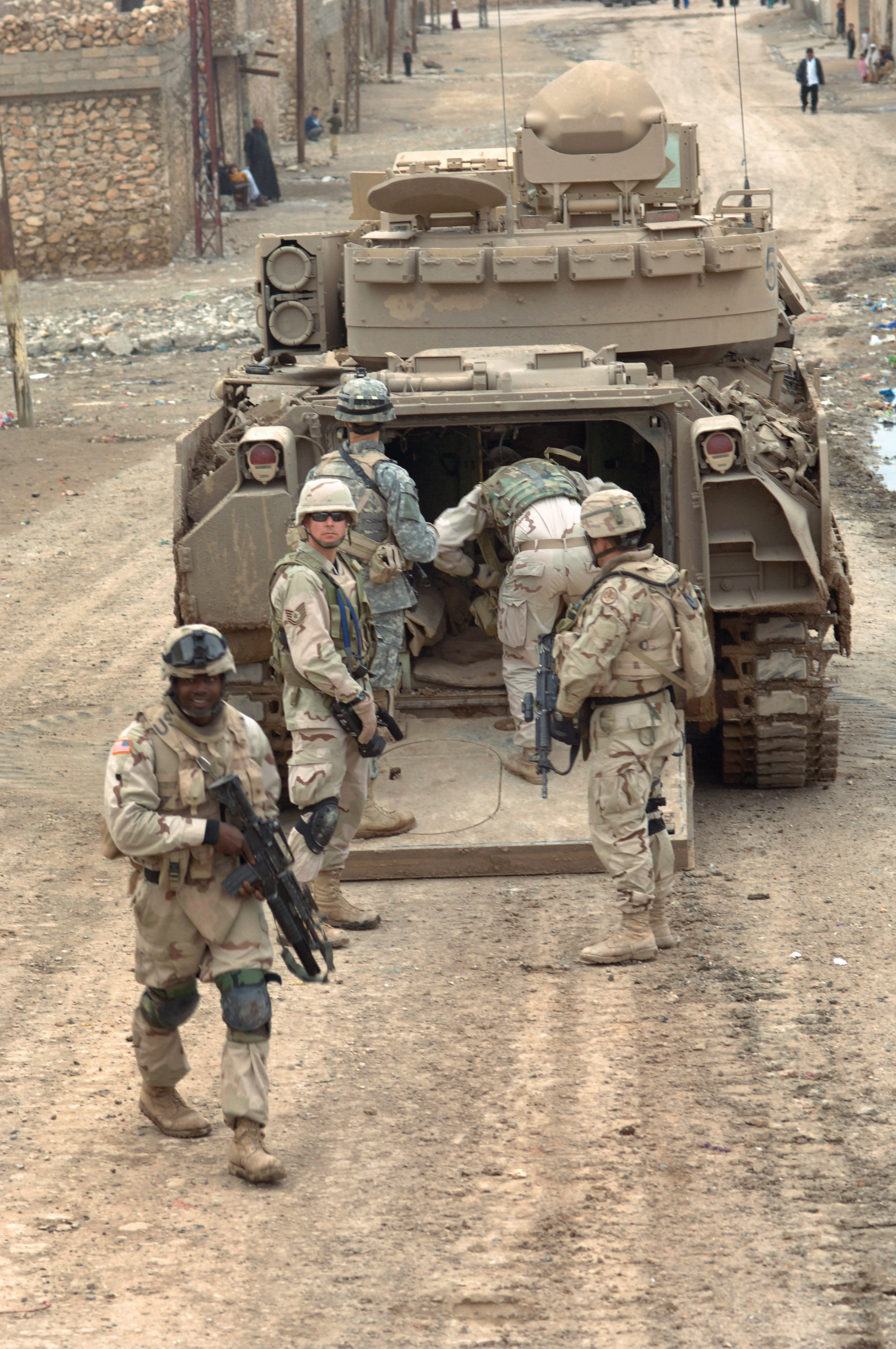
M2 dando suporte a soldados no Iraque.
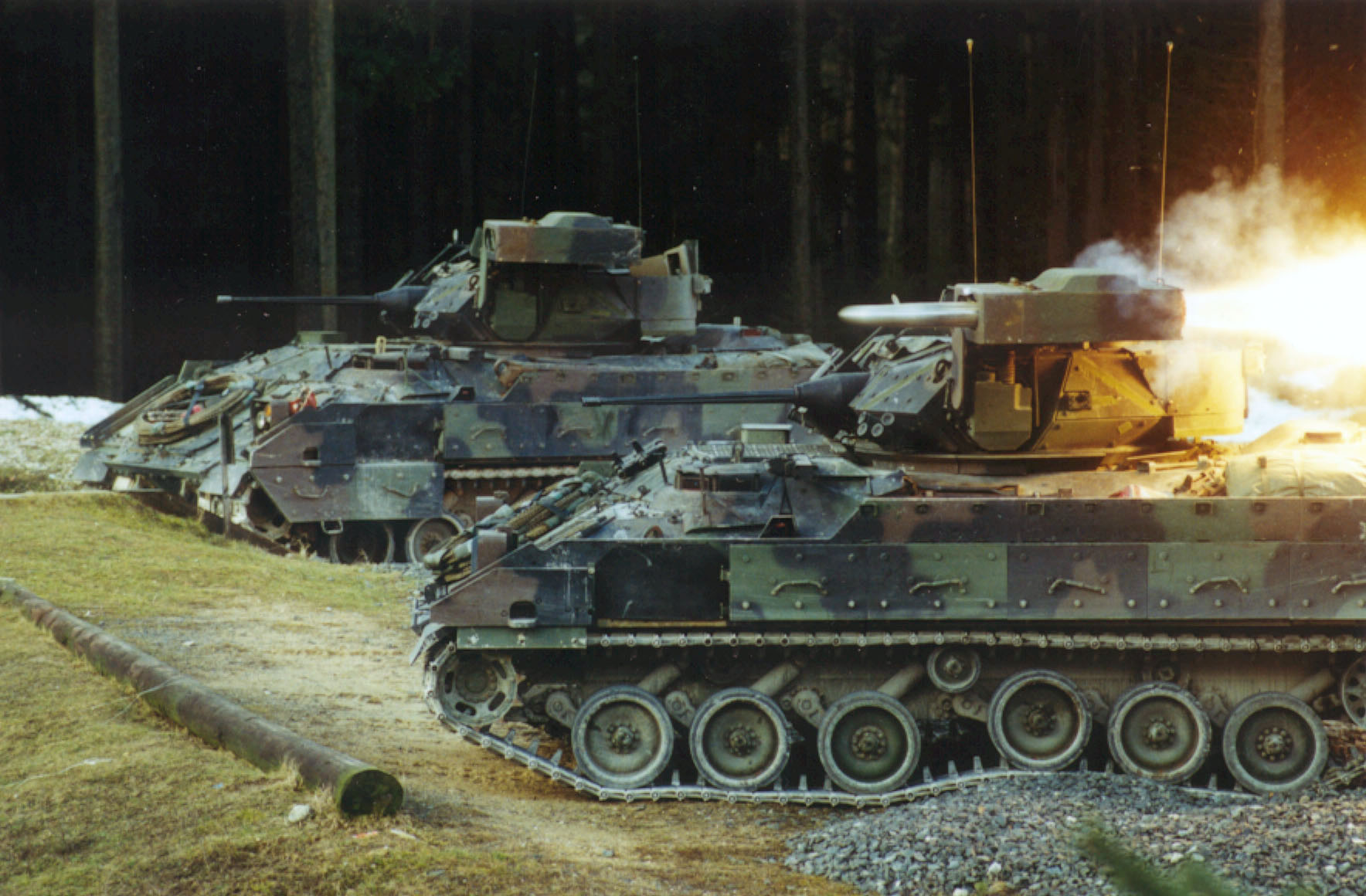
Um Bradley disparando um míssil TOW.
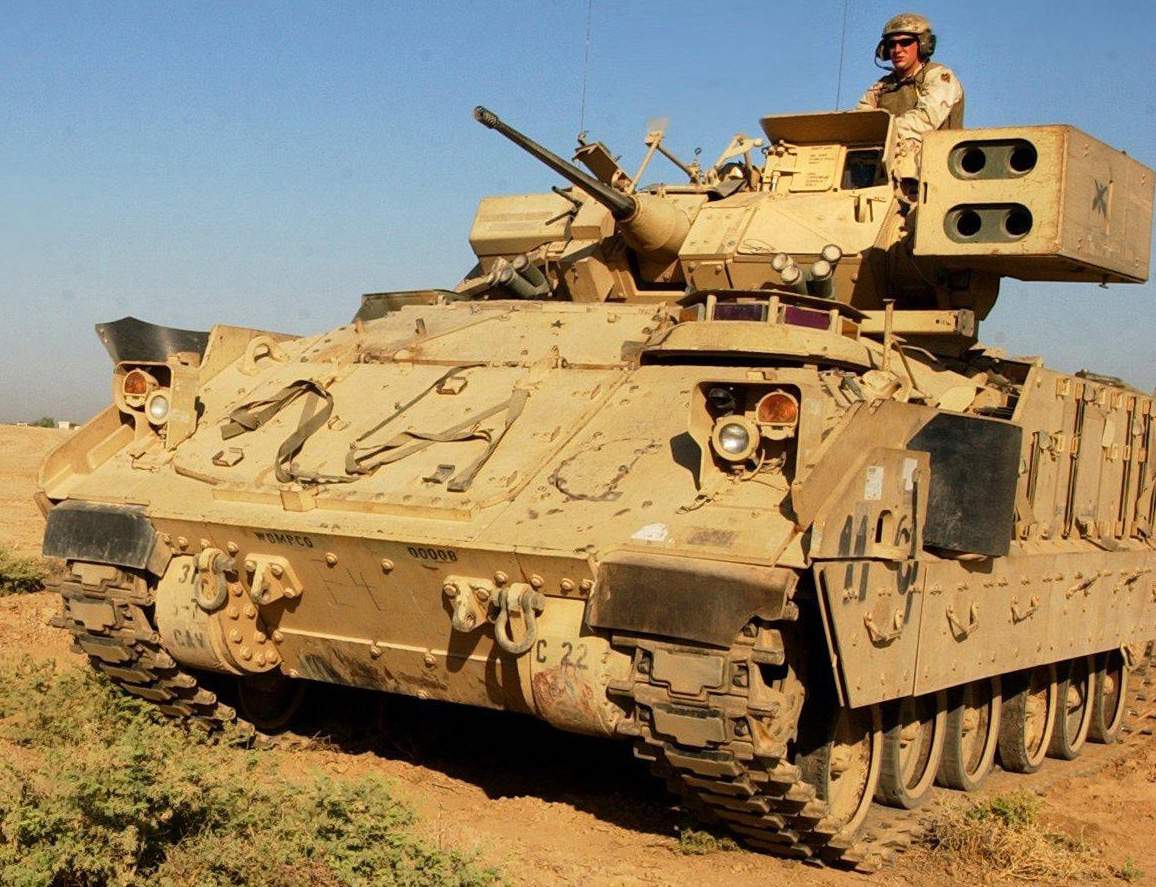
Um Bradley variante M6 Linebacker com blindagem reativa.